# Qui-Gon Jinn
Qui-Gon Jinn (Coruscant, 92 ABY-Naboo, 32 ABY) es un personaje de ficción de la franquicia Star Wars, interpretado por Liam Neeson. Es un personaje principal en la trilogía de precuelas, sirviendo como protagonista en La amenaza fantasma (1999). Aparece brevemente como un fantasma de la fuerza en la serie de animación de 2008 The Clone Wars, en la final de temporada de la serie de televisión de 2022 Obi-Wan Kenobi, junto con El ataque de los clones y El ascenso de Skywalker como una voz incorpórea, con Neeson retomando su papel en todo lo anterior. 
Dentro del universo de Star Wars, Qui-Gon es el mentor de Obi-Wan Kenobi, y es un maestro jedi poderoso y sabio, pero controvertido, que tiene muchas creencias poco comunes con respecto a la fuerza. En La amenaza fantasma, su misión y la de Obi-Wan de proteger a la reina Padmé Amidala lo lleva a encontrarse con el joven esclavo Anakin Skywalker, a quien cree que es el profetizado elegido que traerá el equilibrio a la fuerza. Qui-Gon es herido de muerte en un duelo con sables de luz por el lord sith Darth Maul. En sus momentos finales, le hace prometer a Obi-Wan que entrenará al joven Skywalker. En la segunda película El ataque de los clones, se escucha la voz incorpórea de Qui-Gon mientras trata de comunicarse con Anakin después de que este último accede al lado oscuro de la fuerza tras la muerte de su madre a manos de Tusken Raiders. La misma película también presenta a su antiguo mentor jedi, el conde Dooku, quien cayó al lado oscuro y se convirtió en el lord sith Darth Tyranus. Al final de La venganza de los sith, se revela que Qui-Gon aprendió cómo convertirse en un espíritu de la fuerza después de la muerte, enseñándole la idea a Yoda durante las guerras de los clones, y más tarde a Obi-Wan.
Fuera de las películas, el personaje aparece en varios medios canónicos y no canónicos de Star Wars, como libros, cómics y juegos de vídeo. Desde el lanzamiento de La amenaza fantasma, Qui-Gon se ha convertido en uno de los personajes más populares de Star Wars, ganando un estatus de culto. La interpretación de Liam Neeson como Qui-Gon ha recibido críticas positivas, y algunos críticos dicen que ayudó a mantener la película unida de manera significativa. Por su papel en La amenaza fantasma, Neeson fue nominado a los premios Saturn en 2000 como mejor actor.

## Antroponimia
El nombre del personaje, Qui-Gon Jinn, deriva del chino qìgōng, un sistema de movimiento corporal coordinado, respiración y meditación utilizado para la salud, la espiritualidad y el entrenamiento de artes marciales que permite el acceso a reinos superiores de conciencia y equilibrio de vida. energía, similar al taichí; y del árabe jinn, que significa ‘genio’ o ‘espíritu tutelar’, por lo que Qui-Gon Jinn se podría traduce casi literalmente como «espíritu guardián de la fuerza viva».
Asimismo, jinn también podría referirse a la palabra china para poder, jin, y el concepto de artes marciales de fa lag, que es la liberación explosiva de fuerza o poder interno.

## Apariciones

### Cine

#### La amenaza fantasma(1999)
Qui-Gon es el personaje principal del primer episodio de la trilogía de precuelas, La amenaza fantasma. A la edad de cuarenta y ocho años, es un maestro jedi y el mentor de Obi-Wan Kenobi, de veinticinco años. A diferencia de otros jedis más conservadores, valora vivir el momento como la mejor manera de abrazar la fuerza. Qui-Gon no es miembro del alto Consejo Jedi y no deseaba serlo.
La amenaza fantasma comienza con Qui-Gon y Obi-Wan enviados al planeta Naboo para resolver un conflicto político que involucra a la Federación de Comercio, un conglomerado empresarial corrupto que ha bloqueado el planeta para ejercer influencia política. Al llegar, son atacados por su anfitrión. Los jedis se retiran al planeta, y yendo camino a palacio después de hipnotizar a un jefe Gungan, rescatan a su reina sitiada, Padmé Amidala. Su intento de ejecutar el bloqueo y dar paso a la capital galáctica de Coruscant tiene éxito, pero la nave de la reina resulta dañada por los ataques de un bloqueo de la Federación de Comercio, lo que hace que el hiperimpulsor no funcione correctamente. Sin otra opción, la nave aterriza en el planeta desértico de Tatooine para ser reparada.
Mientras busca piezas de repuesto en Tatooine, Qui-Gon descubre a un niño esclavo de nueve años llamado Anakin Skywalker, que es extraordinariamente fuerte en la fuerza; una prueba de su sangre revela que su recuento de midiclorianos, una medida del potencial de la fuerza, es el más alto jamás detectado. Qui-Gon se intriga cuando la madre de Anakin, Shmi, le dice que el niño no tiene padre. Sabiendo que Anakin podría ser el elegido de la tradición jedi destinado a equilibrar la fuerza, Qui-Gon apuesta por la libertad de Anakin y la nave espacial parte en una carrera de vainas, que gana Anakin. El séquito se prepara para dejar Tatooine, pero se encuentra con un sable de luz envuelto en negro que Qui-Gon cree que es un lord sith; su breve duelo es la primera batalla entre jedis y siths registrada en mil años, antes de escapar en la nave. Al regresar a Coruscant, Qui-Gon le pide al Consejo Jedi que permita que Anakin sea entrenado como jedi. El maestro Yoda siente miedo en el niño y el Consejo niega su pedido. Sin desanimarse, Qui-Gon jura que él mismo entrenará a Anakin cuando Obi-Wan se convierta en caballero jedi.
Amidala, R2-D2 y los dos jedis regresan a Naboo para liberar el planeta. Allí, se encuentran con el lord sith de antes, quien se revela como Darth Maul. Después de un arduo duelo con sables de luz, Maul hiere mortalmente a Qui-Gon, pero posteriormente es derrotado por Obi-Wan. Antes de morir, Qui-Gon le hace prometer a Obi-Wan que entrenará a Anakin. Qui-Gon luego es incinerado en una pira funeraria con todos los demás como testigos.

#### El ataque de los clones(2002)
Aunque Qui-Gon Jinn no aparece físicamente en El ataque de los clones, tiene un breve cameo de voz cuando Yoda escucha el eco de la voz de Qui-Gon en Anakin a través de la fuerza cuando Anakin mata a una tribu de Tusken Raiders. Además, Qui-Gon aparece como una estatua en los Archivos jedi en una escena de la película. Obi-Wan descubre que el antiguo maestro de Qui-Gon, el conde Dooku, se ha convertido en un lord sith; y Dooku menciona a Qui-Gon mientras interroga a un Obi-Wan capturado, expresando dolor por la muerte de su antiguo aprendiz y debatiendo que Qui-Gon lo habría seguido para dejar la República si hubiera sobrevivido.

#### La venganza de los sith(2005)
En La venganza de los sith, el maestro Yoda le revela a Obi-Wan que Qui-Gon ha regresado del “inframundo de la fuerza” para enseñarles a ambos cómo conservar la conciencia después de la muerte.

#### El ascenso de Skywalker(2019)
En El ascenso of Skywalker, se escucha la voz de Qui-Gon hablando con Rey, junto con otros jedis del pasado, animándola a luchar contra el rejuvenecido Palpatine. Neeson volvió a dar voz al personaje.

### Televisión

#### The Clone Wars(2008-2014; 2020)
En Star Wars: The Clone Wars, el personaje se menciona varias veces a lo largo de la serie. Qui-Gon aparece en dos episodios de la tercera temporada. En el misterioso planeta Mortis, le informa a Obi-Wan en el episodio «Overlords» y luego a Anakin en el episodio «Ghosts of Mortis» sobre los tres seres que creen, como Qui-Gon, que Anakin es el elegido: el padre —la manifestación de la fuerza unificadora—, la hija —la encarnación del lado luminoso— y el hijo —la encarnación del lado oscuro—. Más tarde, en el episodio «Voces» de la sexta temporada, la voz incorpórea de Qui-Gon se pone en contacto con el maestro Yoda. A pesar de su presencia en Mortis, se revela que Qui-Gon no pudo manifestar una forma semifísica. Siguiendo las instrucciones de su amigo fallecido, Yoda emprende una búsqueda por la galaxia para aprender los secretos de convertirse también en uno con la fuerza. Durante una de las pruebas de las sacerdotisas de la fuerza, aparece una ilusión de Qui-Gon junto con el conde Dooku y Obi-Wan. Es solo después de que Yoda pasa su prueba que se le permite aprender la técnica de Qui-Gon para retener la conciencia después de la muerte.

#### Rebels(2014-2018)
En Star Wars Rebels, aunque ni aparece ni se menciona, Obi-Wan finalmente venga la muerte de Qui-Gon Jinn en el episodio de la tercera temporada, «Twin Suns», donde Obi-Wan y Maul tienen su duelo final en el planeta Tatooine. Obi-Wan usa la forma de combate con sables de luz favorita de Qui-Gon para hacer que Maul se esfuerce demasiado, lo que le permite matarlo fácilmente.
La voz de Qui-Gon se puede escuchar brevemente en el episodio de la cuarta temporada, «Un mundo entre mundos», entre muchas otras voces de personajes importantes de Star Wars a lo largo de la saga Skywalker, lo que demuestra cómo el reino del mismo nombre en el que entra Ezra Bridger abarca ampliamente todo el tiempo y el espacio en el universo de Star Wars.

#### Obi-Wan Kenobi(2022)
En Obi-Wan Kenobi, el personaje principal intenta comunicarse con Qui-Gon, pero falla. En el episodio final, «Parte VI», Obi-Wan encuentra su paz interior después de enfrentarse a Darth Vader, y el fantasma de la fuerza de Qui-Gon finalmente se le aparece. Qui-Gon le dice a su antiguo aprendiz que siempre había estado allí, pero que su dolor le impedía verlo. Mientras Qui-Gon desaparece en la fuerza, Obi-Wan cabalga hacia el desierto, listo para continuar su entrenamiento junto a su antiguo maestro.

### Novelas
Una novela que involucra a Qui-Gon y Obi-Wan, ambientada antes de los eventos de La amenaza fantasma y titulada Master and Apprentice, fue escrita por Claudia Gray y lanzada el 26 de febrero de 2019.

### Videojuegos
Qui-Gon también ha aparecido en varios videojuegos de Star Wars: Star Wars: Episode I – The Phantom Menace, Star Wars: Jedi Power Battles, Star Wars: Obi-Wan, Star Wars Episode I: Racer, y los videojuegos de Lego Star Wars y como un aspecto de personaje (a través de contenido de descarga comprado) en Star Wars: The Force Unleashed. Una versión pájaro de Qui-Gon, llamada «Quail-Gon», se puede jugar en Angry Birds Star Wars II. Apareció una variante de Lego Minifigures del personaje y se puede jugar en Lego Star Wars: The Video Game, Lego Star Wars: The Complete Saga, Lego Star Wars III: The Clone Wars y Lego Star Wars: The Skywalker Saga.

### Obras deLegends
Con la adquisición de Lucasfilm por parte de The Walt Disney Company en 2012, la mayoría de las novelas y cómics bajo la licencia de Star Wars producidos desde la película original de 1977 Star Wars fueron renombrados como Star Wars Legends y declarados no canónicos de la franquicia en abril de 2014.

#### Televisión

##### Clone Wars(2003–2005)
En Star Wars: Clone Wars, Qui-Gon hace un cameo en el vigésimo primer episodio. Durante el sueño de la fuerza de Yoda, Qui-Gon le dice a Anakin que ingrese a la cueva misteriosa en Dagobah donde el niño tendrá una visión de su futuro. Más tarde, cuando Obi-Wan reprende a Anakin por llegar tarde a su ceremonia secreta de título de caballero, Anakin responde: «En lo que respecta a tu sabiduría, ¡no eres Qui-Gon Jinn!». 

#### Novelas
Los años de vida de Qui-Gon antes de La amenaza fantasma se detallan principalmente en la serie de libros Jedi Apprentice. En The Rising Force (ambientado doce años antes de La amenaza fantasma), Yoda alienta a Qui-Gon a tomar un nuevo aprendiz padawan, luego del fracaso de su aprendiz anterior, Xanatos, que se pasó al lado oscuro de la fuerza años antes. Qui-Gon observa un pequeño torneo con sables de luz entre un grupo de estudiantes mayores del templo, que incluye a Obi-Wan, de doce años. Se da cuenta de las habilidades de Obi-Wan, pero también de la ira descontrolada del niño y se niega a entrenarlo. Poco después del torneo, el caballero jedi parte para una misión en el planeta Bandomeer. En el barco de transporte, Qui-Gon se reencuentra con Obi-Wan, quien también será enviado a Bandomeer para comenzar su vida como trabajador agrícola. Durante el viaje, Qui-Gon y Obi-Wan ayudan a defender a un grupo de Arcona de la organización criminal Offworld Corporation. Después de poner fin a la tensa situación, los dos llegan a Bandomeer, donde Qui-Gon recibe una carta firmada por su antiguo aprendiz Xanatos. 
En The Dark Rival, se revela que toda la prueba ha sido organizada por Xanatos, ahora el líder de Offworld. Qui-Gon envía a Obi-Wan a sus deberes de Agri-Corps, mientras planea reunirse con Xanatos para llegar a un acuerdo entre Offworld y Bandomeer. Sin embargo, Xanatos planea sabotear su reunión y matar a Qui-Gon. El maestro jedi se batirá en duelo con su antiguo aprendiz, y él y Obi-Wan acabarán con el negocio de Offworld en Bandomeer. Sin embargo, Xanatos escapa. Durante el encuentro con Xanatos, Qui-Gon descubre el verdadero potencial de Obi-Wan y acepta al chico como su nuevo padawan. Como regalo por el décimo tercer cumpleaños de Obi-Wan, Qui-Gon le da a su aprendiz una roca especial que encontró en el río de la Luz en su mundo natal. En El templo cautivo, Xanatos ataca el templo jedi y casi asesina a Yoda, pero Qui-Gon y Obi-Wan frustran sus planes, y en The Day of Reckoning, cuando persiguen a Xanatos de regreso a su mundo natal, Telos, el jedi caído se niega a rendirse y se suicida. Qui-Gon puede así cerrar un capítulo doloroso de su vida. 
En Legacy of the Jedi, ambientada durante los años de padawan de Qui-Gon, Qui-Gon y su maestro Dooku son enviados para acompañar al senador Blix Annon en una misión diplomática. Sin embargo, los piratas espaciales se infiltran en su nave y su líder resulta ser el jedi rebelde Lorian Nod, un antiguo amigo de Dooku. Los dos luchan y Dooku deja que su ira se apodere de él, pero Qui-Gon evita que su maestro viole el código jedi al cometer un asesinato a sangre fría . Años después de su primer encuentro, Qui-Gon y Obi-Wan se encuentran con Nod y, una vez más, el jedi caído es encarcelado por sus crímenes. 
En Secrets of the Jedi (ambientado siete años antes de La amenaza fantasma), Qui-Gon y Obi-Wan están emparejados con el maestro jedi Adi Gallia y su padawan Siri Tachi. La misión, que resulta en la separación de Qui-Gon y Adi de Obi-Wan y Siri, conduce al descubrimiento de sentimientos románticos entre los dos padawans. Qui-Gon detecta estas emociones y advierte a Obi-Wan sobre su propio ejemplo con Tahl, una mujer jedi cuyo asesinato casi empuja a Qui-Gon al borde del lado oscuro. 
En Cloak of Deception (ambientado un año antes de La amenaza fantasma), ambos jedis luchan contra una organización terrorista llamada Nebula Front, que sigue en secreto las órdenes de Darth Sidious. En la conferencia de la Federación de Comercio en Eriadu, Qui-Gon y Obi-Wan defienden con éxito al canciller Valorum, pero no evitan la muerte del resto del directorio de la Federación de Comercio, lo que permite que los neimoidianos tomen el control de la Federación. 
En el libro de referencia de 2010 The Jedi Path, Obi-Wan afirma que algunos han llamado a Qui-Gon un jedi gris. 

#### Cómics
Aparte de la adaptación a novela gráfica de La amenaza fantasma, Qui-Gon aparece en la trama de «Stark Hyperspace War» en Star Wars: Republic. En este arco narrativo, que tiene lugar el mismo año en que Qui-Gon toma a Obi-Wan como su aprendiz, Qui-Gon y Obi-Wan luchan en el conflicto titular junto con otros jedis como Plo Koon y Quinlan Vos, y Qui-Gon termina salvando a Nute Gunray, el futuro virrey de la Federación de Comercio.

## Recepción
A pesar de las críticas mixtas que recibió la trilogía de la precuela de varios críticos de cine, la actuación y el personaje de Liam Neeson recibieron críticas positivas. Colin Kennedy de Empire Online declaró en su reseña de la película: «Liam Neeson ha llevado valientemente la acción sobre sus hombros en todo momento —las precuelas posteriores lo extrañan desesperadamente— y sus palabras finales: “Obi-Wan, prométemelo..., prométemelo...”, proporciona a la película su único peso real». Owen Gleiberman de Entertainment Weekly dijo en su reseña de La amenaza fantasma: «Si hay un actor que mantiene unida a La amenaza fantasma, es Liam Neeson. Concisamente al mando, le da a la película sus únicos indicios de dinamismo emocional».
En 2017, Rolling Stone colocó a Qui-Gon en el vigésimo quinto puesto de su lista de los cincuenta mejores personajes de Star Wars de todos los tiempos.

## Detrás de las cámaras

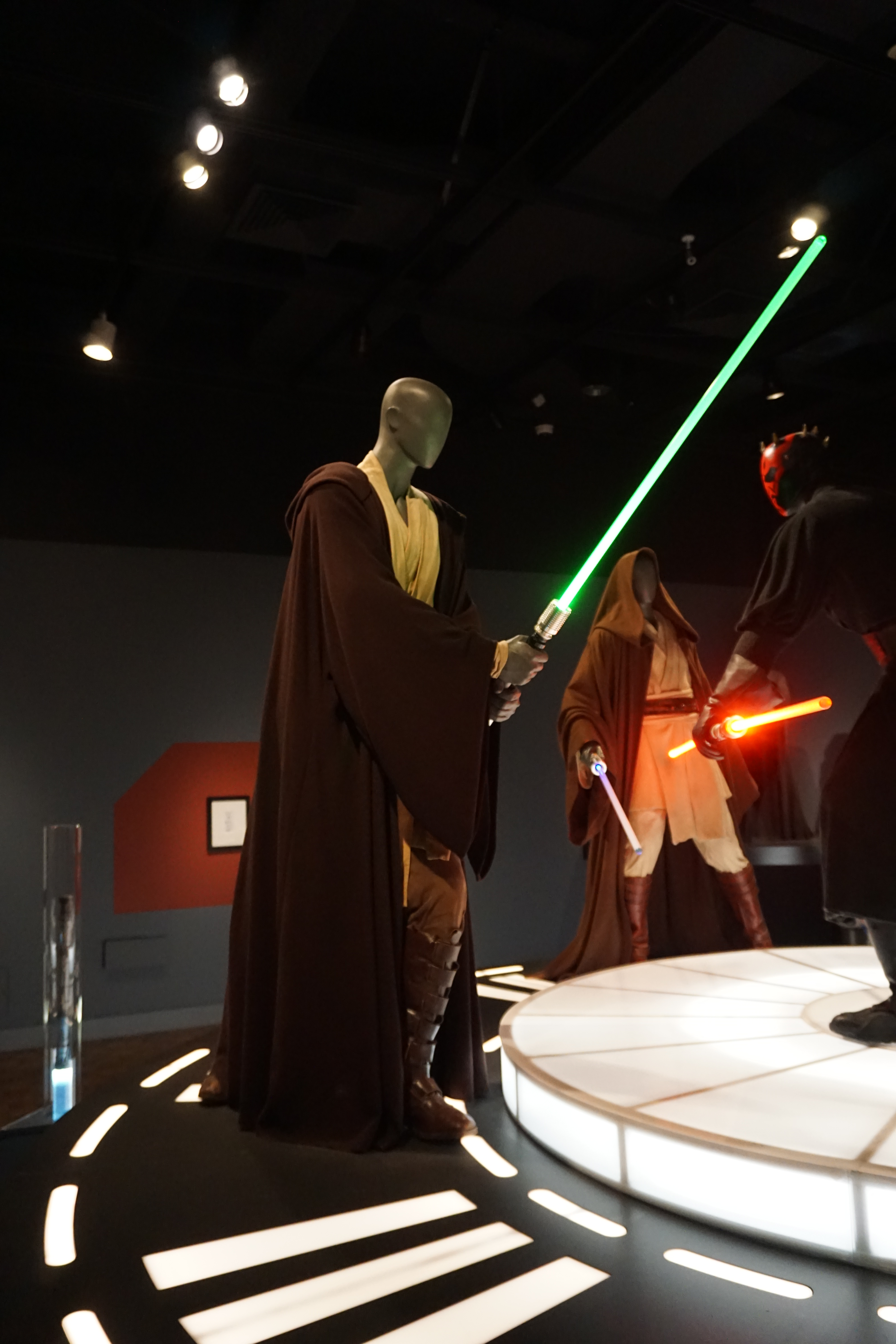
Túnica expuesta de Qui-Gon Jinn en La venganza de los sith.

Como se revela en El arte de Star Wars: Episodio I – La amenaza fantasma, el director George Lucas concibió el personaje de Qui-Gon Jinn durante la preproducción de la película. Esto se muestra en el arte conceptual donde Obi-Wan Kenobi se muestra solo en el buque insignia de la Federación de Comercio y mientras se encuentra con Jar Jar Binks. Incluso cuando se concibió a Qui-Gon, Lucas jugó con convertirlo en el jedi más joven, como se muestra en el arte conceptual que representa a Obi-Wan como un hombre mayor. Lucas imaginó originalmente a un actor estadounidense para el papel de Qui-Gon, pero finalmente eligió al actor británico Liam Neeson porque consideró que Neeson tenía grandes habilidades y presencia, y lo describió como un «actor maestro, a quien los demás actores admirarán, que tiene las cualidades de fuerza que exige el personaje». Inicialmente, Lucas había planeado que Qui-Gon tuviese el cabello largo y blanco, pero esa idea fue descartada y se representa a Qui-Gon con el pelo largo y castaño en la película. 
Lucas dice que el personaje es «muy independiente, siempre probando las reglas» y se niega «a seguir el programa». Neeson lo describe como «sabio y bastante filosófico, pero muy hábil en las artes marciales. Tiene una confianza increíble, así como una cualidad mágica que le permite ver el futuro. No es realmente un rebelde, pero tiene su propio código». 
Durante el desarrollo inicial de La venganza de los sith, Lucas escribió una escena en la que un Qui-Gon fantasmal habla con Yoda sobre Anakin. Liam Neeson indicó que estaba listo para repetir su papel, pero la escena se eliminó antes de ser grabada, aunque se conserva en la novela de la película. 

## Interpretación y doblaje
| Personaje    | Actor original | Actor de doblaje México | Actor de doblaje España |
| ------------ | -------------- | ----------------------- | ----------------------- |
| Qui-Gon Jinn | Liam Neeson    | Salvador Delgado        | Salvador Vidal          |